# Érd
Érd [eːrd] (deutsch Hanselbeck, türkisch Hamzabég) ist eine Stadt mit Komitatsrecht in der südwestlichen Peripherie von Budapest im Komitat Pest. Der historische Ortskern an der Donau namens Ófalu (dt. „Altdorf“) mit einem Minarett der Hamza-Bey-Moschee ist klein, kompakt und von dörflichem Charakter; dennoch ist Érd mit über 65.000 Einwohnern eine der größeren, hinsichtlich der Flächenausdehnung sogar eine der größten Städte Ungarns.

## Geschichte
Archäologische Funde beweisen, dass die Gegend um Érd bereits vor 50.000 Jahren bewohnt war, die erste Erwähnung der Siedlung Érd stammt aus dem Jahre 1243. Der Name ist entweder auf das ungarische Wort „erdő“ (Wald) oder „ér“ (Bach) zurückzuführen.
Nach dem Fall der Burg von Székesfehérvár eroberten die Türken die Stadt im Jahre 1543, die dann fast 150 Jahre ein Teil des Osmanischen Reiches war. Zu dieser Zeit war Érd unter dem Namen Hamzabég bekannt, von dem sich auch der deutsche Name Hanselbeck herleitet.
Im Jahre 1684 besiegte Karl V. Leopold die Türken nahe Érd und in der Folge wurde Ungarn von den Türken befreit.

## Verkehr
Érd verfügt über sechs Bahnstationen an zwei Bahnlinien und mehrere Schnellstraßenanschlüsse (Autobahnen M7, M0, M6, Landstraßen Nr. 70, Nr. 6). Sehr häufig verkehren Überlandbusse von Volán, die meist von bzw. nach Budapest fahren.

## Sehenswürdigkeiten
Neben dem Minarett ist auch die katholische Kirche St. Michael im Barockstil sehenswert. Die Inneneinrichtung ist größtenteils im Zopfstil gehalten. Die „Hundeburg“ (ungar. Kutyavár) war der Überlieferung nach das Jagdschloss von König Matthias Corvinus. Heute sind nur noch einige Reste davon erhalten.

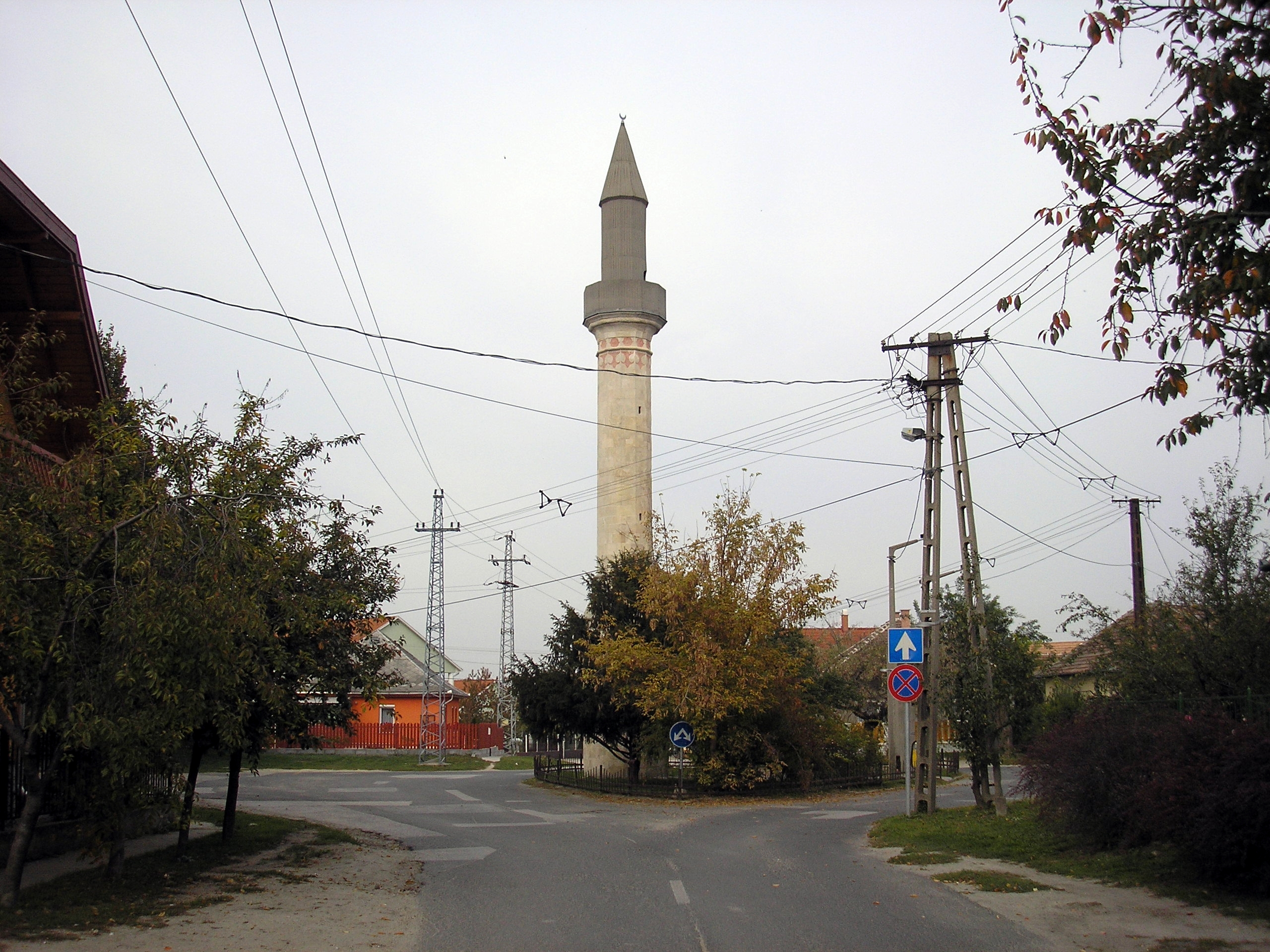
Minarett
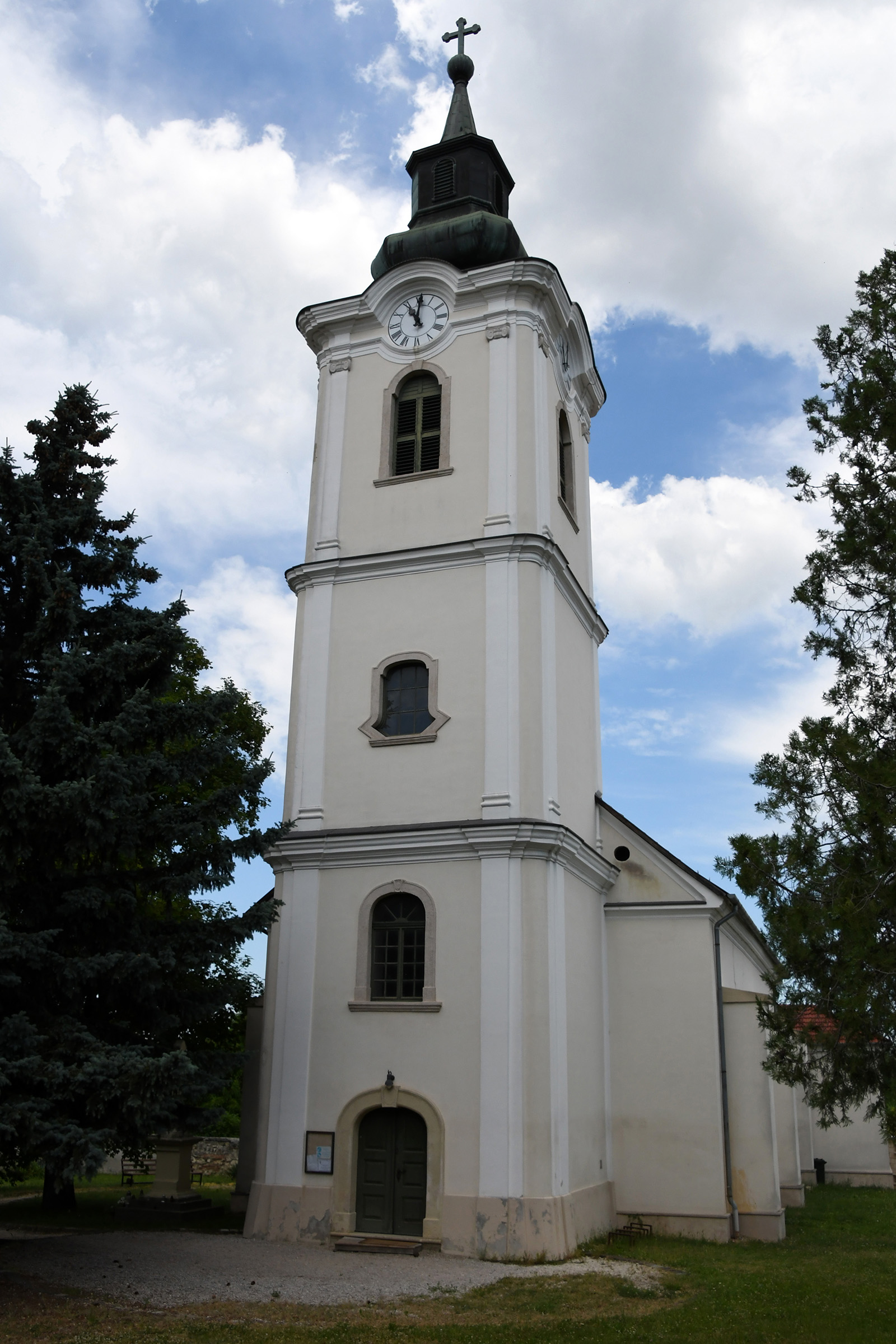
Kirche St. Michael
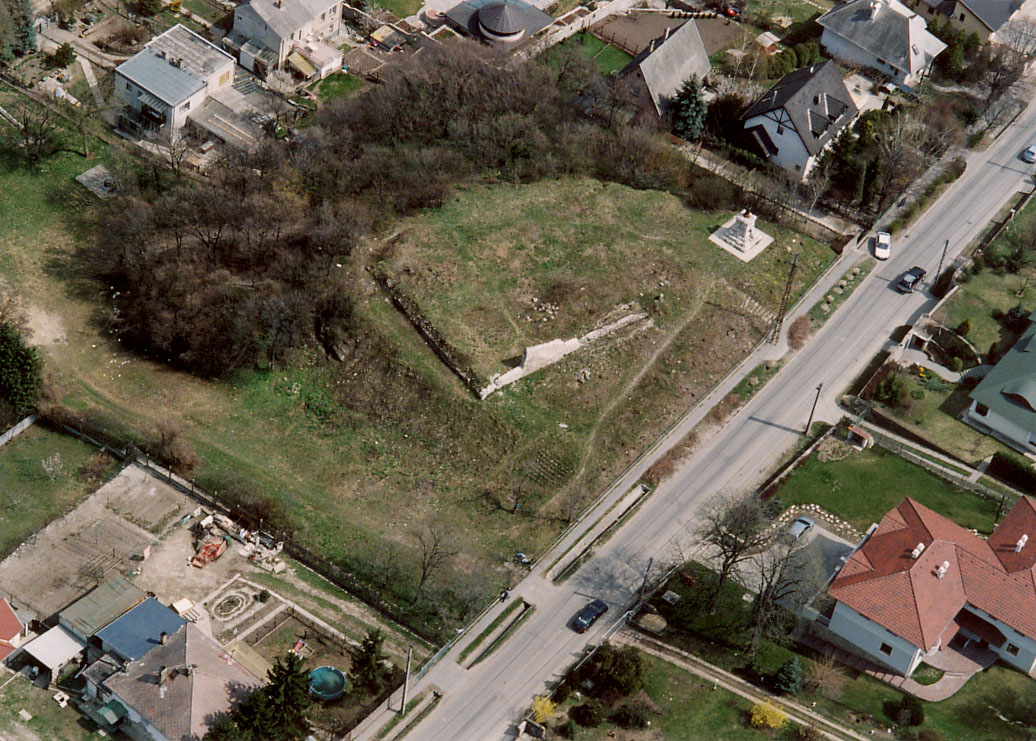
Kutyavár (dt. „Hundeburg“)

## Städtepartnerschaften
- Levice, Slowakei
- Lubaczów, Polen
- Poynton, Vereinigtes Königreich
- Reghin, Rumänien
- Subotica (Суботица), Serbien
- Zhuzhou, China

## Besonderheiten
Die Weite Érds resultiert aus der in Ungarn typischen Siedlungsweise in Straßendörfern sowie aus den niedrigen Gebäudetypen, gepaart mit sehr lockerer Bauweise. Insoweit ähnelt die Struktur amerikanischen Verhältnissen. Fußgänger sind im Gegensatz zu Fahrzeugen kaum zu sehen. 